# Patrick Gamper
Patrick Gamper (né le 18 février 1997 à Münster) est un coureur cycliste autrichien, membre de l'équipe Bora-Hansgrohe.

## Biographie
En 2020, il est sélectionné pour représenter son pays lors de la course en ligne des championnats d'Europe de cyclisme sur route mais ne prend pas le départ de l'épreuve,.

## Palmarès
- 2012

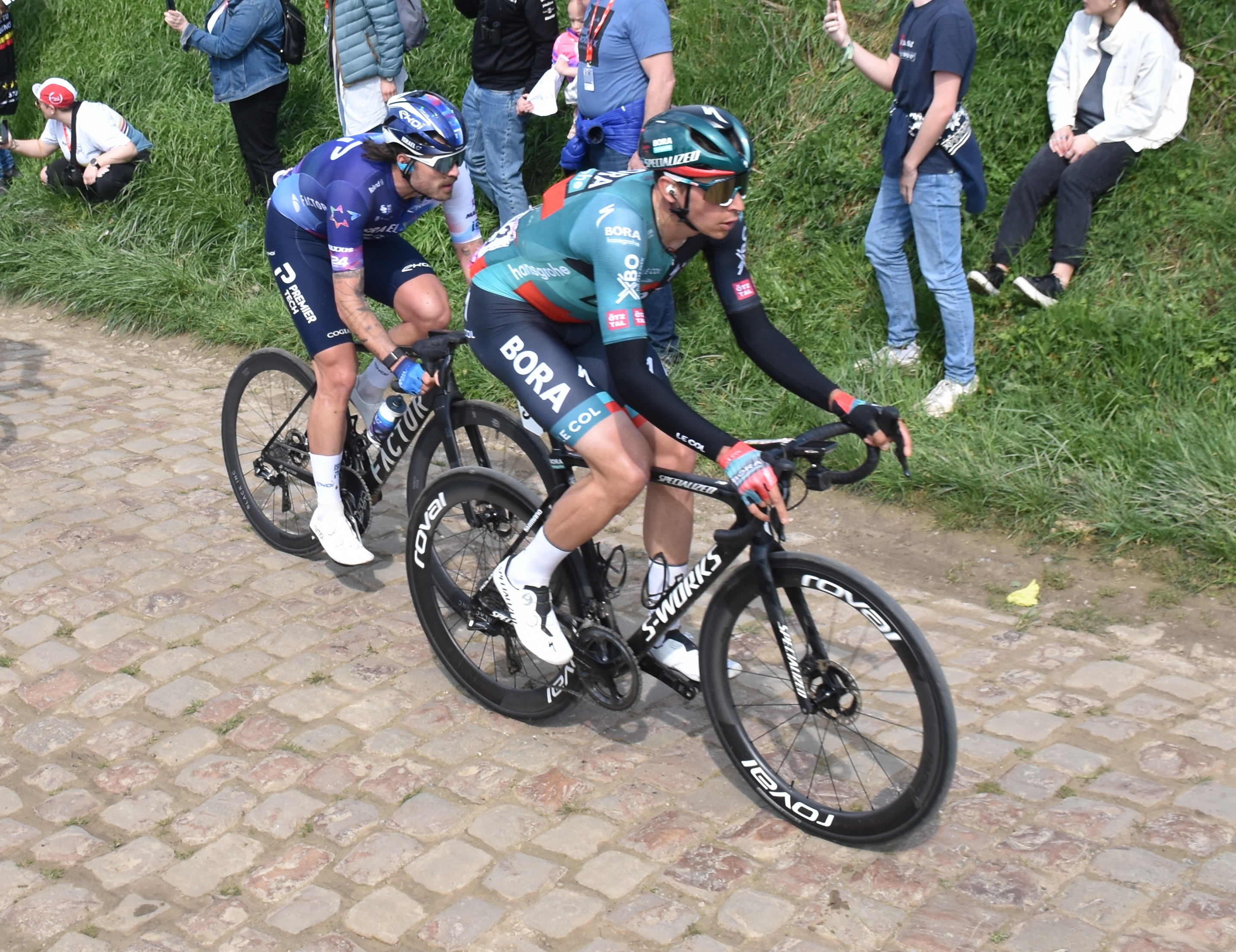
Paris-Roubaix 2023 - Secteur pavé de Quiévy à Saint-Python - N° 73 Patrick Gamper.

  -  Champion d'Autriche sur route cadets
  - 2e du championnat d'Autriche du contre-la-montre cadets
- 2013
  -  Champion d'Autriche sur route cadets
  -  Champion d'Autriche du contre-la-montre cadets
  -  Champion d'Autriche de cyclo-cross cadets
- 2014
  -  Champion d'Autriche du contre-la-montre juniors
- 2015
  -  Champion d'Autriche du contre-la-montre juniors
  - 9e du championnat d'Europe du contre-la-montre juniors
- 2016
  -  Champion d'Autriche du contre-la-montre espoirs
  - 6e étape du Tour de Serbie
  - 2e du Kirschblütenrennen
- 2017
  - 2e du championnat d'Autriche du contre-la-montre espoirs
  - 3e du Raiffeisen Grand Prix
  - 6e du championnat d'Europe du contre-la-montre espoirs
- 2018
  - 2e du championnat d'Autriche du contre-la-montre espoirs
  - 9e du championnat d'Europe du contre-la-montre espoirs
- 2019
  -  Champion d'Autriche du contre-la-montre espoirs
  - Grand Prix Industrie del Marmo
  - 2e étape du Tour du Frioul-Vénétie Julienne
  - 2e du Poreč Trophy
  -  Médaillé d'argent du contre-la-montre des Jeux mondiaux militaires
  - 3e du Duo normand (avec Matthias Brändle)
- 2020
  - 2e du championnat d'Autriche du contre-la-montre
- 2021
  - 3e du championnat d'Autriche sur route
- 2023
  -  Champion d'Autriche du contre-la-montre
- 2024
  - 2e du championnat d'Autriche du contre-la-montre

## Résultats sur les grands tours

### Tour d'Italie
3 participations
- 2020 : non-partant (8e étape)
- 2022 : 108e
- 2024 : 86e

### Tour d'Espagne
2 participations
- 2021 : 112e
- 2024 : abandon (20e étape)

## Classements mondiaux
| Année                                 | 2016  | 2017  | 2018  | 2019 | 2020 | 2021 | 2022 | 2023 | 2024  |
| ------------------------------------- | ----- | ----- | ----- | ---- | ---- | ---- | ---- | ---- | ----- |
| Classement mondial                    | 1901e | 1106e | 2037e | 591e | 894e | 589e | 696e | 466e | 1150e |
| UCI Europe Tour                       | 1262e | 704e  | 1747e | 447e | 707e | 474e | 538e | nc   | nc    |
|                                       |       |       |       |      |      |      |      |      |       |
| Légende : nc = non classéSource : UCI |       |       |       |      |      |      |      |      |       |